# Xã Carson, Quận Cottonwood, Minnesota
Xã Carson (tiếng Anh: Carson Township) là một xã thuộc quận Cottonwood, tiểu bang Minnesota, Hoa Kỳ. Năm 2010, dân số của xã này là 280 người.